# Wilhelm Egen
Wilhelm Egen († 2. April 1486 in Murrhardt) war ein katholischer Priester, Benediktiner und Abt des Klosters St. Januarius in Murrhardt.

## Leben und Wirken
Wilhelm Egen entstammte einer bis in die Mitte des 15. Jahrhunderts mehrfach urkundlich belegten Patrizierfamilie aus der Reichsstadt Schwäbisch Hall.
Unter der Leitung Abt Herbords bereits Mönch im Murrhardter Kloster, gehörte er mit großer Sicherheit der Württemberg freundlich gesinnten Fraktion innerhalb des Klosterkonvents an, der es ab 1463 gelang, den Abt, welcher den Machtansprüchen Graf Ulrichs des Vielgeliebten und den damit einhergehenden finanziellen Belastungen für das Kloster entschieden entgegentrat, Schritt für Schritt zu entmachten.
Nach der erzwungenen Absetzung Herbords wurde Wilhelm Egen im April 1469 zum Abt des Klosters Murrhardt gewählt. Im Gegensatz zu seinem Vorgänger betrieb er eine Politik der engen Anlehnung an die klösterliche Schutz- und Schirmvogtei der Grafen von Württemberg und vermied so die Konflikte, die die Amtszeit Herbords überschattet hatten. Durch diese Befriedung war es Egen erlaubt, die Verwaltung der Klostergüter wieder in geregelte Bahnen zu führen und den Besitz der Abtei systematisch zu sichern. So ließ er ab 1475 sämtliche Urkunden und Privilegien, die das Kloster in seinem Archiv aufbewahrte, aufzeichnen und in einer Sammlung zusammenstellen. 
Egen gelang es auch, die bereits Jahrzehnte andauernden Streitigkeiten mit den Herren der Pfalz, nach Erwerb der Grafschaft Löwenstein deren Rechtsnachfolger und direkte Nachbarn Murrhardts, endgültig zu beenden. Am 8. Februar 1476 besiegelten Abt Egen und der Konvent den mit den Räten Pfalzgraf Friedrichs des Siegreichen ausgehandelten Vertrag; in diesem verzichtete Murrhardt auf die herrschaftlichen Rechte in dem auf pfälzischem Gebiet liegenden Sulzbach an der Murr, die das Kloster seit 1430 ausgeübt hatte. Zudem zeichnete er sich, wie andere Prälaten der Grafschaft, durch loyale Mitarbeit in der württembergischen Verwaltung aus – 1481 ist seine Teilnahme an den Verhandlungen zur Verlängerung des Uracher Vertrages nachgewiesen.
Unter Egens Leitung begann schließlich die Erweiterung und Umstrukturierung der Stadt Murrhardt, für die das Kloster erhebliche finanzielle Mittel aufbringen musste, da es die Stadtherrschaft innehatte – diese Arbeiten wurden erst unter seinem Nachfolger abgeschlossen und brachten die Abtei letztendlich in eine wirtschaftlich bedrohliche Lage. 
Wilhelm Egen leitete die Geschicke des Klosters Murrhardt noch bis zu seinem Tod am 2. April 1486; bestattet wurde er in der Klosterkirche, vermutlich an der Südseite des Kirchenschiffs oder im südlichen Seitenschiff. Zu seinem Nachfolger im Abtsamt wählte der Klosterkonvent Johannes Schradin.